# George Town (Kajmanské ostrovy)

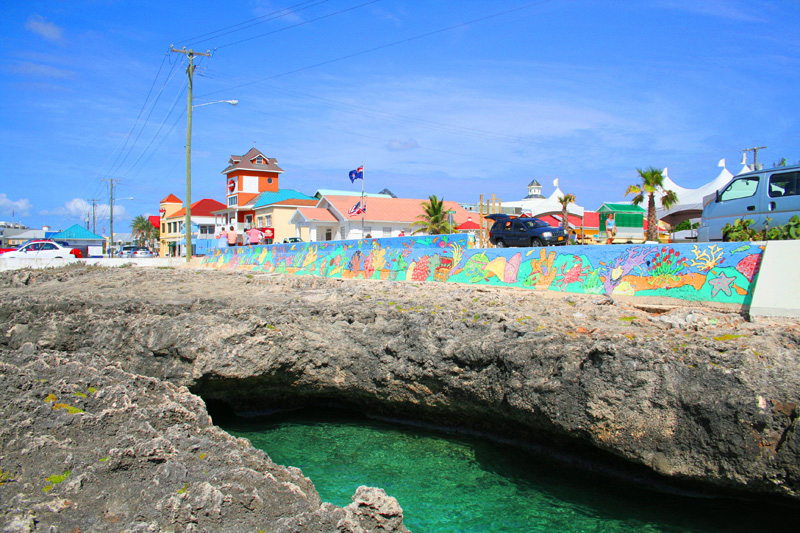
George Town

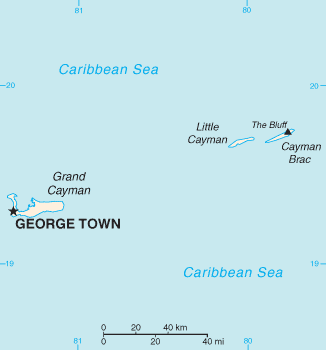
poloha města v rámci Kajmanských ostrovů

George Town je hlavní a největší město na Kajmanských ostrovech, které se nachází na ostrově Grand Cayman. Od roku 2021 mělo město 34 921 obyvatel, což z něj činilo největší město (podle počtu obyvatel) ze všech britských zámořských území. 
George Town je srdcem odvětví finančních služeb na Kajmanských ostrovech (na Kajmanských ostrovech je téměř 600 bankovních a trustových společností). Kajmanské vládní úřady se nacházejí ve městě.
Město je obsluhováno nedalekým mezinárodním letištěm Owena Robertse.
Souřadnice George Townu jsou 19°17' severní šířky a 81°22' západní délky.

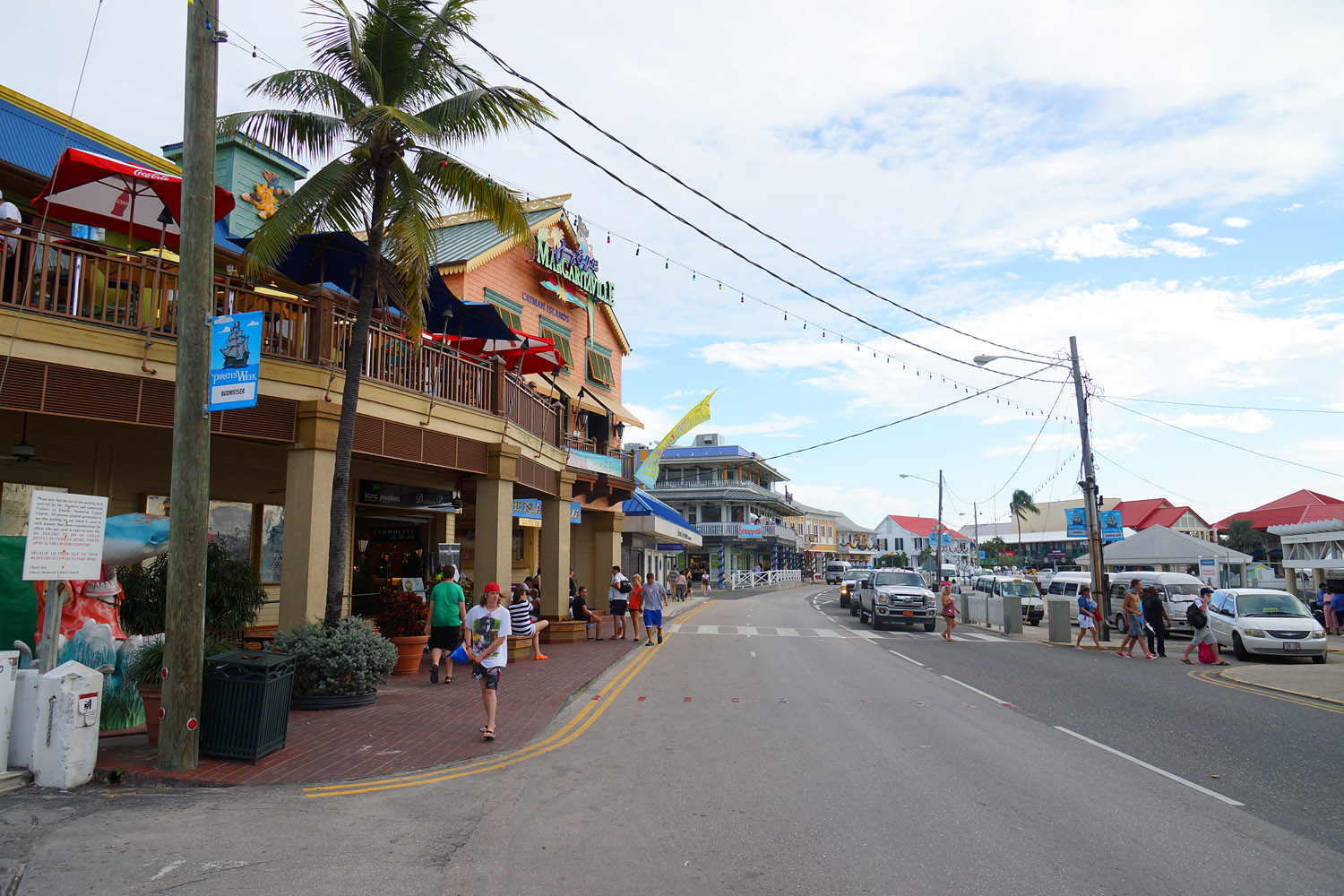
Centrum města

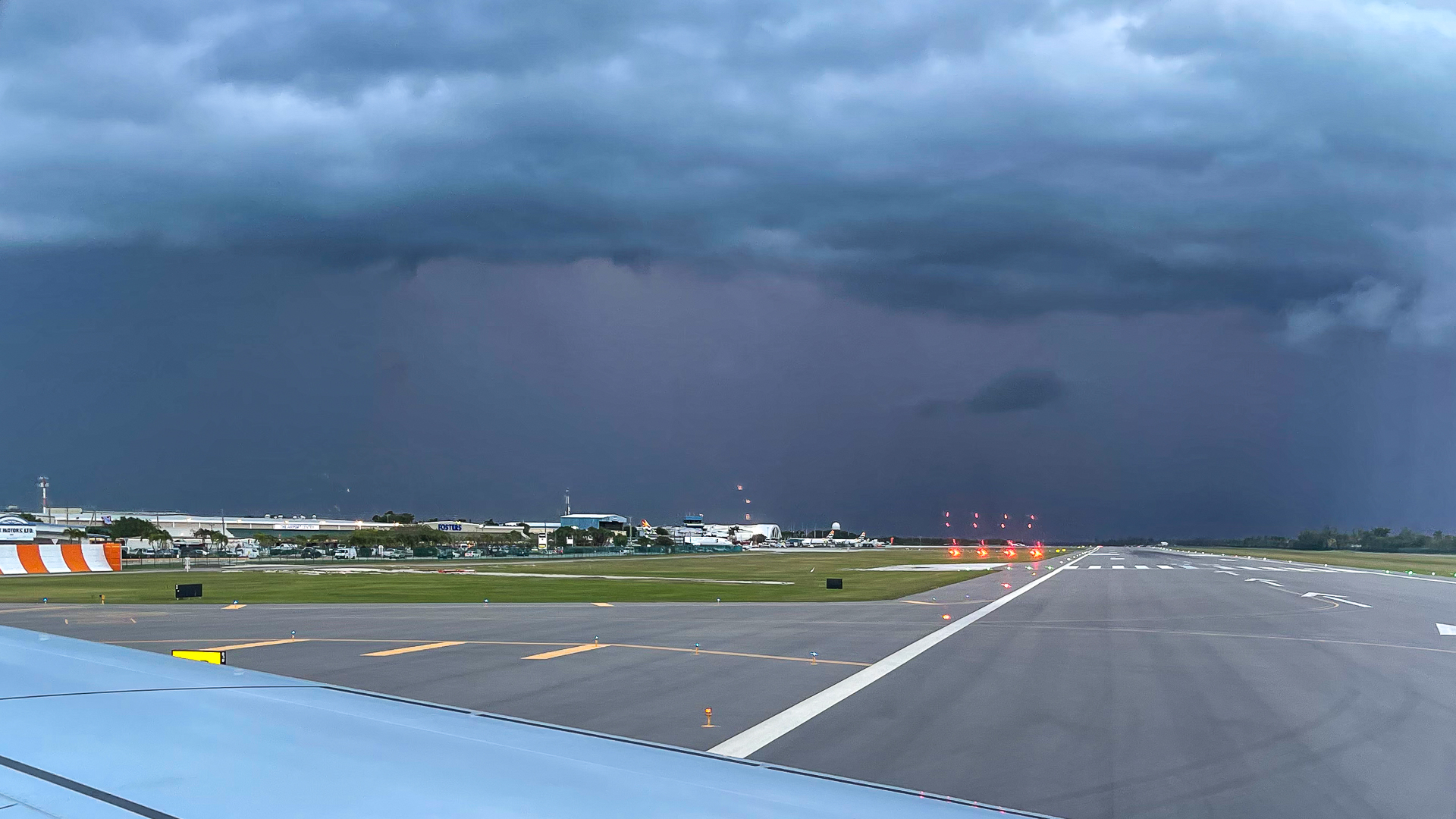
Mezinárodní letiště Owena Robertse